# 新华都
新华都实业集团股份有限公司（New Hua Du Industrial Group），简称新华都，是中国福建省的一家股份有限公司，成立于1997年，创始人为陈发树。经营范围以百货和超市为主，并投资工程机械及房地产行业，参股旅游发展公司及紫金矿业及云南白藥集團等。其旗下控股公司之一的新华都购物广场股份有限公司（New Hua Du Supercenter Co.,Ltd.，深交所：002264），为深圳证券交易所上市公司。
新华都的前身是新华都百货商场，于1995年在福建省福州市开业。2004年，新华都购物广场股份有限公司成立，为一民营连锁超市。2008年7月31日，于深圳证券交易所上市。目前，其门店分布于福州、厦门、漳州、泉州、三明、龙岩、莆田、南平、宁德、汕头、南昌、赣州、杭州等地市。